# Церковь Преображения Господня (Краков, ул. Пиярская)

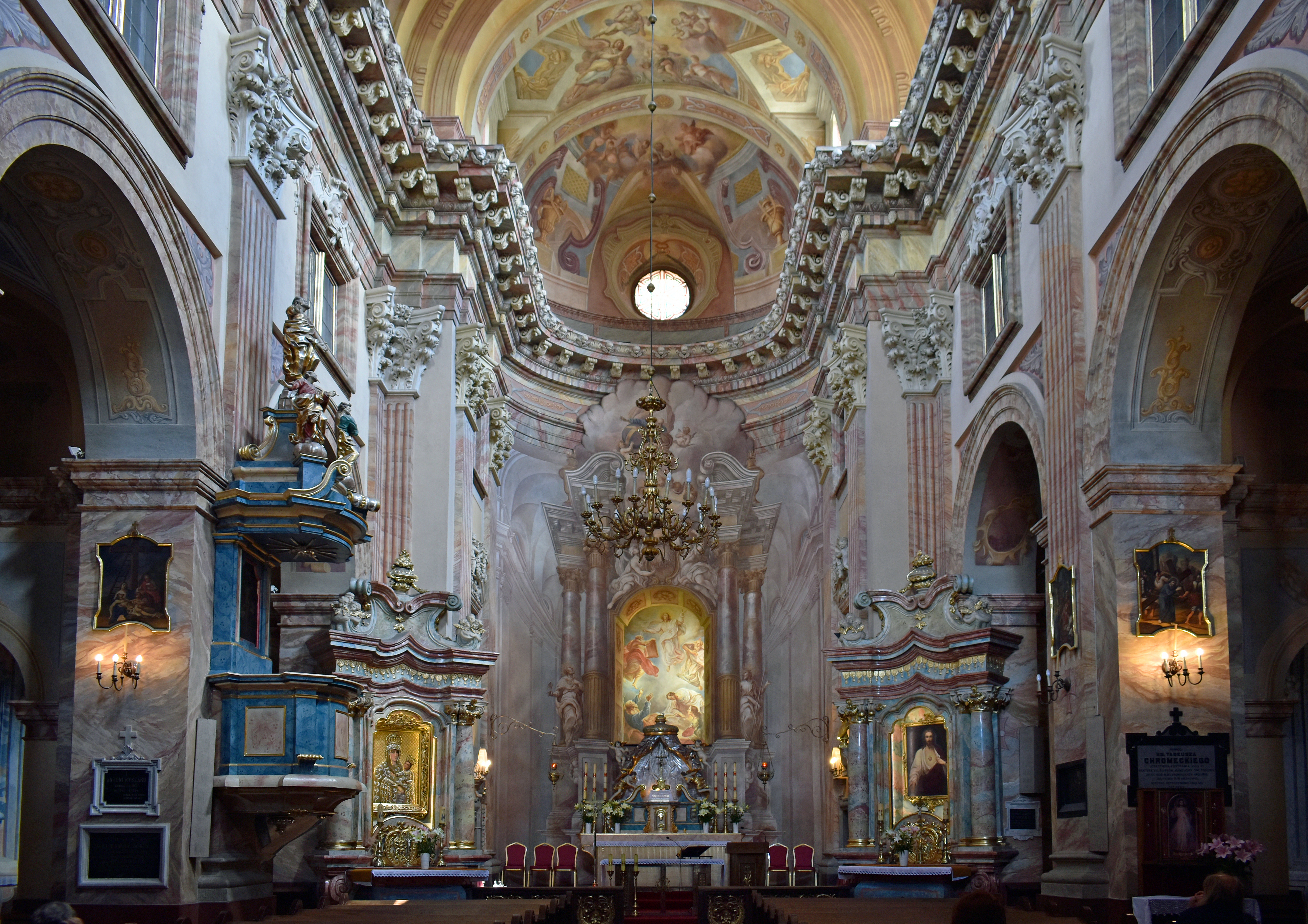
Интерьер

Церковь Преображения Господня (пол.  Kościół Przemienienia Pańskiego) — католическая церковь, находящаяся на улице Пиярская, 2 в Кракове, Польша. Церковь входит в комплекс монастыря пиаристов. Храм внесён в реестр охраняемых памятников Малопольского воеводства.
Храм в стиле позднего барокко с элементами рококо был спроектирован польским архитектором Каспером Бажанкой по подобию римской церкви Иль-Джезу. Строительство церкви началось в 1718 году и закончилось в 1728 году. Фасад храма спроектировал итальянский архитектор Франческо Плачиди и был построен между 1759 и 1761 годами.
Храм построен в форме прямоугольника с одним нефом и боковыми часовнями. Стены внутреннего интерьера украшены полихромией в технике тромплёя авторства двух моравских художников Францишка Экштейна и Юзефа Пильтца, которые работали в Кракове с 1733 года. Францишек Экштейн также расписал тромплёем главный алтарь церкви и потолок над нефом.
2 января 1968 года церковь Преображения Господня была внесена в реестр охраняемых памятников Малопольского воеводства (№ А-30).

## Источник
- Adamczewski J., 1992, Kraków od A do Z, Krajowa Agencja Wydawnicza Kraków, стр. 23, 133.